# Nefcerské vodopády
Nefcerské vodopády (polsky Niewcyrskie Siklawy) jsou tři vodopády, které vytváří Nefcerský potok v údolí Nefcerka ve Vysokých Tatrách.
- Nižný nefcerský vodopád i Malý vodopád (polsky Niżnia Niewcyrska Siklawa) první zdola
- Kmeťov vodopád i Prostredný nefcerský vodopád (polsky Pośrednia Niewcyrska Siklawa, německy Neftzerfall, Neftzerwasserfall, maďarsky Nefcer-vízesés) prostřední
- Vyšný nefcerský vodopád (polsky Wyżnia Niewcyrska Siklawa) nejvýše položený

Voda z vodopádů vytéká z Terianských ples v údolí Nefcerka. Největší je Kmeťov vodopád, který měří okolo 20 m. Nachází se na skalním prahu doliny.
Dolina je v pásmu přísné ochrany přírody TANAPu .

## Kmeťov vodopád
Autorem názvu je Miloš Janoška, který jím uctil památku významného kulturního pracovníka, literáta, organizátora české vědy a spoluzakladatele Slovenského národního muzea Andreje Kmetě.